# De Gulden Put

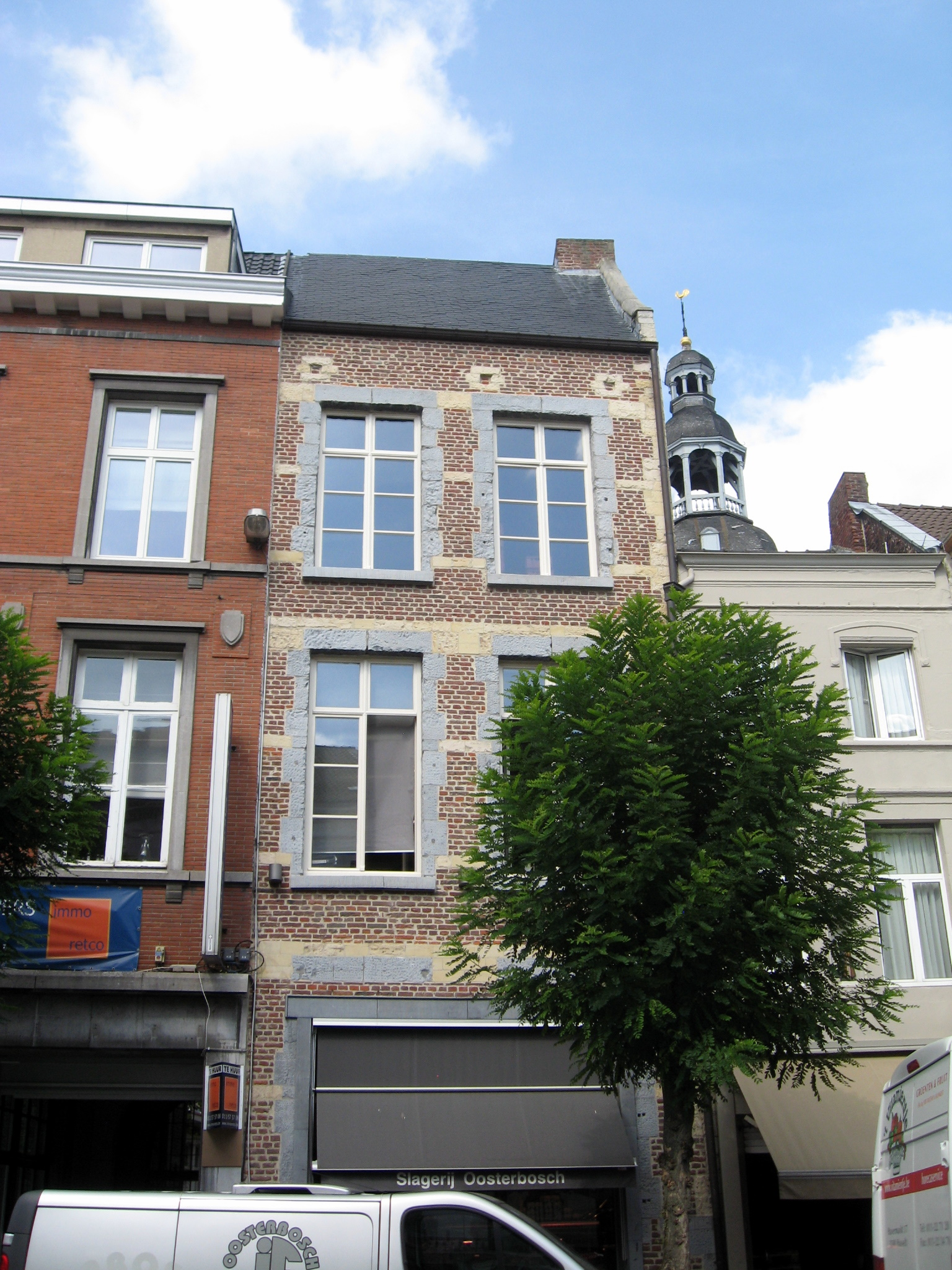
De Gulden Put

De (Groote) Gulden Put is een huis aan de Havermarkt 21-23 te Hasselt.
Dit gebouw dateert van 1659 en het werd gebouwd in opdracht van Michiel van Hilst, die burgemeester was. De oude kern is goed intact gebleven. Hiertoe behoort ook een vierkante toren welke met een dakruiter is bekroond. Eind 19e eeuw werd een nieuwe voorgevel tegen de oude kern aangezet.
Het pand diende als woonhuis, bank en als café onder namen als Concordia en Belga. De voorgevel van het rechterpand werd weer in de oorspronkelijke staat, met mergelstenen hoekbanden, hersteld, behalve de benedenverdieping die werd aangepast aan de huidige horecafunctie.